# Bill Amis
Wilburn Davis "Bill" Amis IV (Oklahoma City, Oklahoma, 25 de octubre de 1987) es un baloncestista estadounidense que pertenece a la plantilla del Okapi Aalstar de la PBL, la primera división del baloncesto belga. Con 2,06 metros de estatura, juega en la posición de ala-pívot.

## Trayectoria deportiva

### Universidad
Tras jugar un año en el Community College de Pratt, en el que promedió 7,4 puntos y 4,6 rebotes por partido, jugó tres temporadas más con los Rainbow Warriors de la Universidad de Hawái en las que promedió 11,1 puntos, 6,2 rebotes y 1,6 tapones  por partido. En su última temporada fue incluido en el segundo mejor quinteto de la Western Athletic Conference.

### Profesional
Tras no ser elegido en el Draft de la NBA de 2011, firmó su primer contrato profesional con el Tartu Ülikool/Rock estonio. Jugó una temporada en la que promedió 13,3 puntos y 5,9 rebotes por partido.
En agosto de 2013 firmó con el equipo alemán del Eisbären Bremerhaven, pero no pasó el periodo de prueba, siendo reemplazado en septiembre, antes del comienzo de la competición, por Brian Harper. Tras ese frustrado fichaje, acabó recalando en el equipo chipriota del Keravnos B.C., donde disputó 16 partidos, promediando 10,1 puntos y 7,7 rebotes.
El 22 de julio de 2014 fichó por el equipo rumano del CSA Steaua București. donde acabaría disputando dos temporadas, siendo la más destacada la primera de ellas, en la que promedió 12,8 puntos y 7,7 rebotes por encuentro.
En junio de 2016 firmó por el Okapi Aalstar de la PBL, la primera división del baloncesto belga, donde, tras una primera temporada en la que promedió 9,7 puntos y 6,9 rebotes por partido, acabó renovando por dos años más.